# Wael Abbas
Pour les articles homonymes, voir Abbas.
Wael Abbas (en arabe égyptien : وائل عباس, IPA : [wæːʔel ʕæbbæːs] ; né le 14 novembre 1974 en Égypte) est un journaliste égyptien, blogueur et militant des droits de l'homme qui tient le blog Misr Digital.

## Biographie

### Ses débuts de blogueur militant
Wael Abbas crée en 2004 le blog Misr Digital également connu sous le nom d'Al Wa'hi al-Masri (Conscience égyptienne). À travers notamment des photos et vidéos envoyées par des internautes, il y documente des actes de brutalité policière, le harcèlement des femmes par la foule ainsi que des cas de corruption. Wael Abbas alimente également un compte Twitter, un compte Facebook et un compte YouTube.
Il devient célèbre en publiant en 2006 les images d'une foule agressant sexuellement une femme dans la banlieue du Caire. En l'absence de plainte déposée auprès des services de police le Ministère de l'Intérieur égyptien a contesté ces faits, et accusé le blogueur d'avoir inventé cette histoire au nom de "fantasmes malades" (sick fantasies).

### L'affaire Imad El-Kebir
Il est parmi les premiers à publier la vidéo d'actes de torture commis par des policiers au commissariat de Boulaq, un quartier du Caire. Le 18 janvier 2006 le jeune Imad El-Kebir, chauffeur de taxi de 21 ans, avait voulu intervenir alors que des policiers battaient son cousin dans la rue. Il est alors arrêté pour "résistance aux forces de l'ordre" et conduit au commissariat de Boulaq où il passe la nuit. Il y est frappé à plusieurs reprises. Le lendemain la justice ordonne sa libération contre caution, mais il est ramené au commissariat. Dans la nuit du 19 au 20 janvier 2006 il est extrait de sa cellule, torturé et violé à l'aide d'une matraque par des policiers. Ces derniers filment la scène afin de la montrer à ses amis. Cette vidéo circule effectivement dans le quartier dans les mois qui suivent, avant d'être publiée par Wael Abbas,,. Le jeune homme violenté porte plainte en novembre 2006, pour venir en aide à son frère emprisonné. Malgré des pressions il maintient sa plainte. Il obtient la condamnation de deux de ses tortionnaires (trois ans de prison, pour actes de torture), mais est lui-même condamné à trois mois de prison pour "résistance aux forces de l'ordre" le 10 janvier 2007,,.
Cette affaire que Wael Abbas a contribué à médiatiser accroît sa notoriété au-delà des frontières égyptiennes. Il remporte ainsi en 2007 le prix de journalisme Knight International Journalism Award décerné par l'International Center for Journalists situé à Washington,. Il a obtenu en 2008 le prix Hellmann-Hammet décerné par l'association Human Rights Watch, et été distingué comme personnalité du Moyen-Orient de l'année par CNN toujours en 2008.
Toutefois ses prises de position lui valent des difficultés. Même si un jugement égyptien de 2007 déclare incompatible le filtrage d'internet avec la liberté d'expression, de fortes pressions s'exercent sur les blogueurs et les journalistes. En 2007 YouTube efface ainsi les vidéos publiées par Wael Abbas et supprime son compte invoquant un contenu inapproprié. Twitter suspend le compte du blogueur sans avancer de raison. Wael Abbas proteste sur son blog, et compare cette censure aux autodafés nazis. Le militant Sherif Azer prend parti pour Abbas. Un câble diplomatique de novembre 2008, révélé par WikiLeaks, indique que le bureau des droits de l'homme du département d'État et l'ambassade des États-Unis au Caire sont intervenus dans un cas similaire auprès de YouTube en décembre 2007. Le même mois les comptes Twitter et YouTube de Wael Abbas sont réactivés, et le blogueur publie de nouveau les vidéos qui n'avaient pas été rétablies sans qu'elles soient censurées. Google reconnaît avoir supprimé des "vidéos qui constituent un témoignage sur la violation des droits de l'homme, parce que le contexte n'était pas clair". Les pressions judiciaires sur les blogueurs restent cependant importantes : d'après Reporters sans frontières une plainte par jour a été déposée en Égypte en 2009-2010 contre des blogueurs ou des journalistes.

### Printemps arabe et persistance des pressions

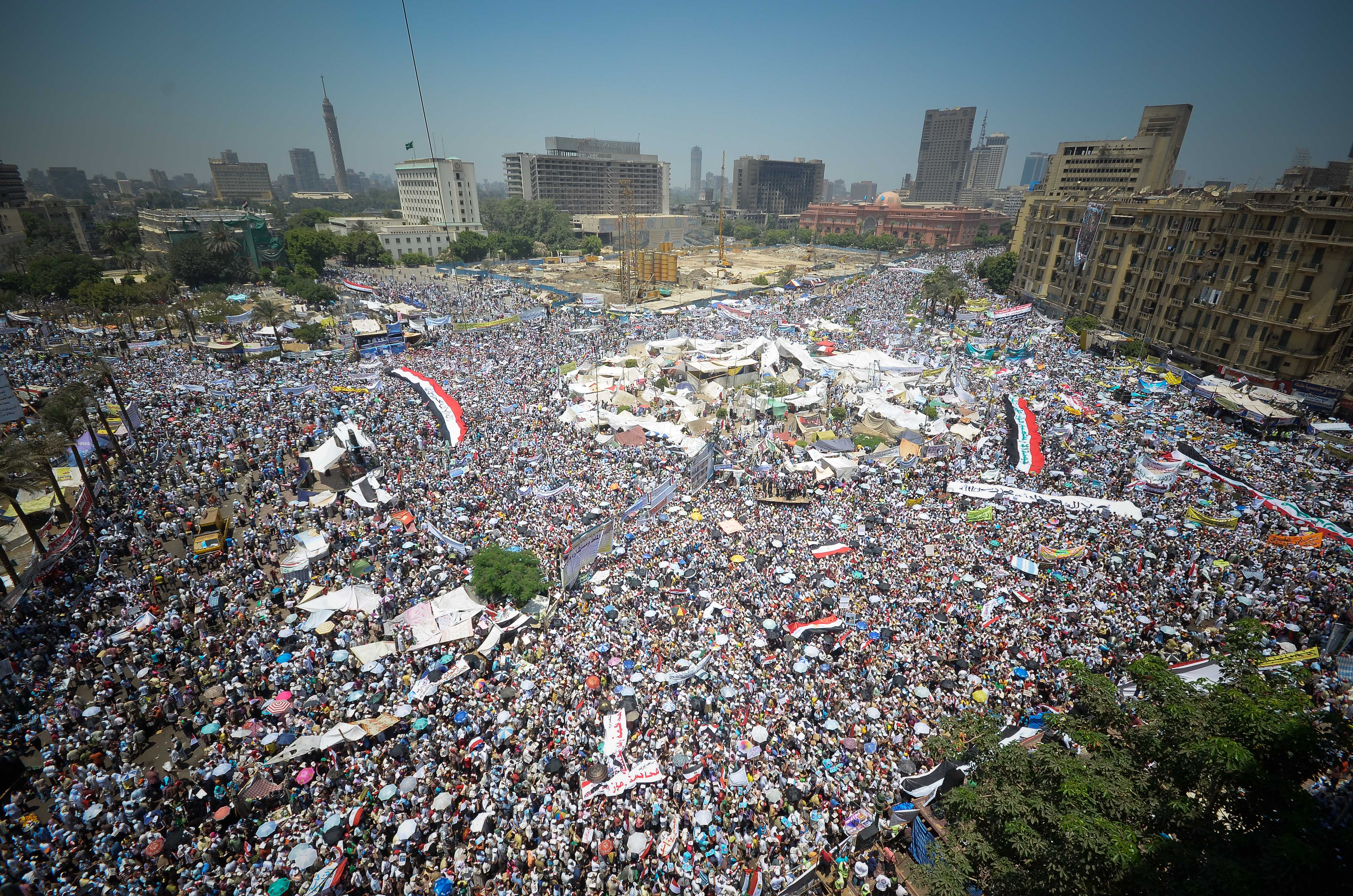
Manifestation place Tahrir le 29 juillet 2011

Wael Abbas s'implique dans la Révolution égyptienne de 2011. Il observe qu'internet a joué un rôle au début de la mobilisation en amenant les Egyptiens à manifester, mais que ce rôle s'est ensuite amoindri une fois les gens rassemblés dans la rue, d'où l'inefficacité des coupures de Twitter et de Facebook par les autorités. En novembre 2011, lors du cycle d'échanges Révolutions dans le monde arabe organisé par l'Institut européen de la Méditerranée, il dénonce une "contre-révolution" menée par le Conseil suprême des forces armées égyptiennes, qu'il estime plus répressif encore vis-à-vis des médias et des activistes que le régime de Hosni Moubarak. Il fait de cette répression l'un des explications de l'occupation de la place Tahrir en novembre 2011. Il critique également la tenue d'élections dans ce climat peu propice au débat, et dénonce l'opportunisme des Frères musulmans alors en pourparlers avec les autorités.
En décembre 2017 le compte Twitter de Wael Abbas a été suspendu, il en a fait l’annonce sur son compte Facebook, précisant que la période de suspension ne lui a pas été mentionnée, de même que les raisons de cette décision. Il a été arrêté le 23 mai 2018, peu de temps après l'avocat et militant des droits de l'homme Haitham Mohamedine, la féministe Amal Fathi et les blogueurs Sherif Gaber et Chadi Abouzeid. L'Union européenne  a condamné par un communiqué de Federica Mogherini le nombre croissant d'arrestations de défenseurs des droits de l'homme, militants politiques et blogueurs. Le Ministère des Affaires étrangères égyptien a contesté les accusations d'atteintes à l'état de droit, indiquant que ces arrestations étaient justifiées par des crimes. Ainsi Chadi Abouzeid et Wael Abbas risquent des poursuites pour diffusion de "fausses nouvelles" et "appartenance à un groupe illégal".  Ces mesures coercitives sont à rapprocher de la série de limogeages dans l'armée et du remaniement sécuritaire opéré par le président, avec la nomination de proches aux ministères de la Défense et de l'Intérieur dans le gouvernement de Moustafa Madbouli qui a prêté serment le 14 juin 2018.